# パラレルポート

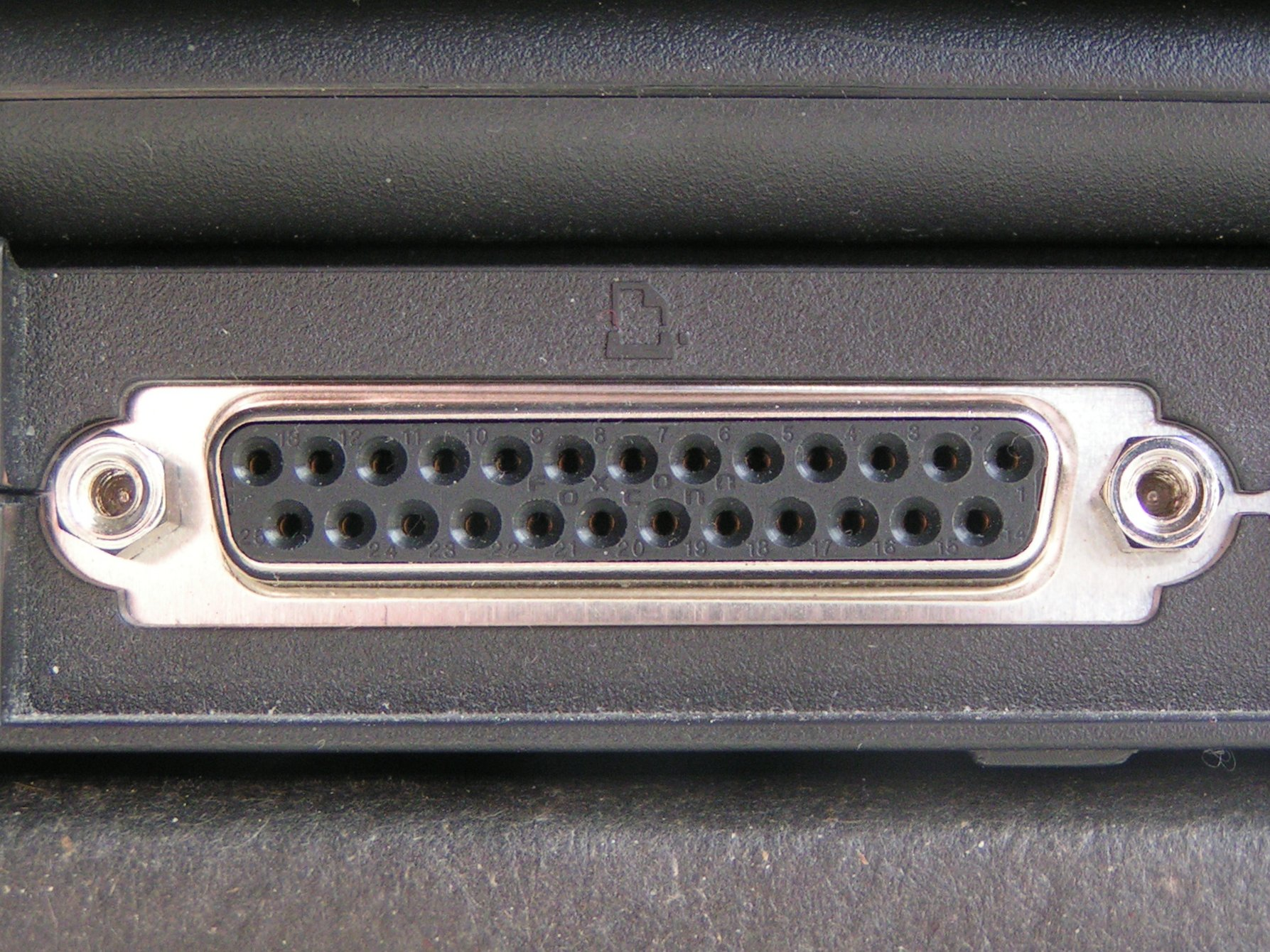
Compaq N150 ラップトップコンピュータの後ろのパラレルプリンタポート

パラレルポート（英: parallel port）とは、コンピュータシステム内で、周辺機器をケーブルで接続するために使われる物理的なインタフェースの一種である。プリンタポート（英: printer port）とも呼ばれる。
パラレルポートを通して、バイナリ情報はパラレルに転送される。つまり、特定の値のそれぞれのビットは、ばらばらの線一本ずつに電気パルスを同時に送られる(パラレル通信を参照)。これに対して、シリアル通信はそれぞれのビットを一本の線で順番に送る。パラレルポートの線の数とコネクタの種類は様々である。
パラレルインタフェースには多くの種類があるが、何の限定もせずに「パラレルポート」というと、普通はIEEE 1284準拠のインタフェースを指す。これは「セントロニクス型」としても知られている。
USBインタフェースの急速な普及に伴い、様々な分野でパラレルポートはUSBに置き換えられていった。2000年代中頃には一般的なプリンタはUSBコネクタやLANを通して接続するようになり、パラレルポートを持つものは現在ほとんど販売されていない。最近のコンピュータでは、コスト削減などの目的でパラレルポート自体を持たないものも多い。

## ポートアドレス
昔ながらのIBM PCは下表に示す設定で最初2つのパラレルポートを割り当てていた。
| PORT NAME | Interrupt # | Starting I/O | Ending I/O |
| --------- | ----------- | ------------ | ---------- |
| LPT1      | IRQ 7       | 0x378        | 0x37f      |
| LPT2      | IRQ 9       | 0x278        | 0x27f      |

標準パラレルポート(SPP)のピン割り当てとビットの関係
| Address |      | MSB |    |    |    |     |    |     | LSB |
| ------- | ---- | --- | -- | -- | -- | --- | -- | --- | --- |
|         | Bit: | 7   | 6  | 5  | 4  | 3   | 2  | 1   | 0   |
| Base    | Pin: | 9   | 8  | 7  | 6  | 5   | 4  | 3   | 2   |
| Base+1  | Pin: | ~11 | 10 | 12 | 13 | 15  |    |     |     |
| Base+2  | Pin: |     |    |    |    | ~17 | 16 | ~14 | ~1  |

「~」はビットの値とハードウェアが反転している。

## 関連文献
Axelson, Jan (2000). Parallel Port Complete. Lakeview Research. ISBN 0-9650819-1-5.